# Port lotniczy Dr. Augusto Roberto Fuster
Port lotniczy Dr. Augusto Roberto Fuster (IATA: PJC, ICAO: SGPJ) – jeden z paragwajskich portów lotniczych, zlokalizowany w mieście Pedro Juan Caballero.

## Linie lotnicze i połączenia
- TAM Mercosur
  - ARPA - Aerolineas Paraguayas (Asuncion, Ciudad del Este)